# 関弘美
関 弘美（せき ひろみ、1959年2月22日 - ）は、日本の女性アニメプロデューサー。福井県出身。
東映アニメーションに所属し、テレビ企画部長（2008年）、企画製作本部・企画開発スーパーバイザー（2012年）等を経て、営業企画本部所属プロデューサー（2020年現在）。
主なプロデュース作品に『ママレード・ボーイ』、『おジャ魔女どれみ』シリーズ、『デジモンアドベンチャー』シリーズなどがある。

## 人物
東映アニメーションで、独立して一人でプロデュースを担当した初の女性プロデューサー。
『おジャ魔女どれみ』を創出したシリーズプロデューサーであり、女性（女児）向けアニメーション作品のプロデュースを数多く手懸ける。
テレビ朝日系列の日曜朝8時30分枠のアニメを数多く手掛け、"ニチアサの母"と呼ばれている。

## 経歴
早稲田大学在学中、東映不思議コメディーシリーズの『ロボット8ちゃん』『バッテンロボ丸』の脚本を執筆し、その後、雑誌ライター等を経験。
1985年に東映動画（現：東映アニメーション）入社。同期に『おジャ魔女どれみ』のシリーズディレクターだった佐藤順一がいる。
1987年、『レディレディ!!』のプロデューサーで初めてアニメ制作に携わる。1994年の『ママレード・ボーイ』で、初めて企画を独力で立ち上げ、単独でプロデュースする。
1999年2月より、入社当時からの夢であり、東映アニメとしても15年ぶりとなるオリジナル企画作品『おジャ魔女どれみシリーズ』のプロデューサーを務める。前作『夢のクレヨン王国』を高く評価した朝日放送のプロデューサーの「同じプロデューサー、監督、脚本で」という後押しのおかげであり、「こんなチャンスは二度と来ないかもしれない」と考えてやりたかったことを実行することにした。また、東映ではたとえ評価の高い作品でもビジネスとして成功しないとしばらく作れない時期が訪れるということがわかっていたので、何が何でも当てることを決意したという。
同1999年3月より、『デジモンアドベンチャー』のプロデューサーも担当。
2015年6月1日より、企画営業本部の企画開発スーパーバイザーに就任している。それまでは、企画営業本部のテレビ企画部長と映画室長を務めていた。

## 参加作品

### プロデュース作品

#### テレビアニメ
1987年
- レディレディ!!
- ハロー!レディリン

1988年
- ひみつのアッコちゃん（第2作）

1989年
- かりあげクン

1990年
- まじかる☆タルるートくん

1992年
- スーパービックリマン

1993年
- GS美神

1994年
- ママレード・ボーイ

1995年
- ご近所物語

1996年
- 花より男子

1997年
- 夢のクレヨン王国

1998年
- ひみつのアッコちゃん（第3作）

1999年
- おジャ魔女どれみシリーズ
- デジモンアドベンチャー

2000年
- デジモンアドベンチャー02

2001年
- デジモンテイマーズ

2002年
- デジモンフロンティア
- 釣りバカ日誌（スーパーバイザー）

2003年
- 明日のナージャ
- 金色のガッシュベル!!

2004年
- 冒険王ビィト

2006年
- 出ましたっ!パワパフガールズZ（エグゼクティブプロデューサー）
- 神様家族

2007年
- ラブ★コン
- はたらキッズ マイハム組

2008年
- うちの3姉妹（企画）

2009年
- フレッシュプリキュア!（企画）
- 怪談レストラン（企画）

2010年
- ハートキャッチプリキュア!（企画）
- デジモンクロスウォーズ（企画）

2011年
- スイートプリキュア♪（企画）
- トリコ（企画）

2013年
- 京騒戯画

#### 劇場作品
1988年
- レディレディ!!『東映まんがまつり』

1989年
- ひみつのアッコちゃん『東映まんがまつり』
- ひみつのアッコちゃん 海だ! おばけだ!! 夏祭り『東映まんがまつり』

1991年
- まじかる☆タルるートくん『東映アニメフェア』
- まじかる☆タルるートくん 燃えろ!友情の魔法大戦『東映アニメフェア』

1992年
- まじかる☆タルるートくん すき・すき♡タコ焼きっ!『東映アニメフェア』

1993年
- Dr.スランプ アラレちゃん んちゃ!ペンギン村はハレのち晴れ『東映アニメフェア』

1994年
- GS美神 極楽大作戦!!『東映アニメスペシャル』

1995年
- ママレード・ボーイ『東映アニメフェア』

1996年
- ご近所物語『東映アニメフェア』

1997年
- 花より男子『東映アニメフェア』

2000年
- 映画 おジャ魔女どれみ♯（しゃーぷっ）
- デジモンアドベンチャー02 前編・デジモンハリケーン上陸!!／後編・超絶進化!!黄金のデジメンタル

2004年
- 劇場版 金色のガッシュベル!! 101番目の魔物

2020年
- デジモンアドベンチャー LAST EVOLUTION 絆（スーパーバイザー）
- 魔女見習いをさがして

#### Webアニメ
2011年
- ドラゴンボール エピソード オブ バーダック（企画）

2012年
- 京騒戯画 第二弾（エグゼクティブプロデューサー）

2019年
- デジモンアドベンチャー20th メモリアルストーリー（スーパーバイザー）
- おジャ魔女どれみ お笑い劇場（企画）

### 脚本

#### 特撮番組
- ロボット8ちゃん[注 2]
- バッテンロボ丸[注 2]

## 出演
- X年後の関係者たち (2022年、BS-TBS)